# Louise Suggs
Pour les articles homonymes, voir Suggs (homonymie).
Mae Louise Suggs, née le 7 septembre 1923 à Atlanta, et morte le 7 août 2015 à Sarasota (Floride), est une golfeuse professionnelle et l'une des fondatrices du LPGA Tour.

## Carrière amateur
Suggs eu une riche carrière amatrice. Tout d'abord, elle fut championne de l'État de Georgie amateur en 1940 et 1942, championne du sud des États-Unis en 1941 et 1947 et championnat amateur du nord-sud à trois reprises en 1942, 1946 et 1948.
Elle remporta aussi le Western Amateur Championship en 1946 et 1947 et le Western Open en 1946 et 1947 (tournoi qui fit partie des tournois majeurs à la création du LPGA). Elle remporta le Titleholders Championship 1946 qui fut désigné tournoi majeur également. En 1947, elle gagna le championnat amateur des États-Unis puis l'année suivante le championnat amateur du Royaume-Uni.
Elle finit sa carrière amateure en représentant les États-Unis pendant la victoire au Curtis Cup en 1948.

## Carrière professionnelle
Après sa riche carrière amateure, elle devint professionnelle en 1948 et remporta 55 tournois professionnels dont onze majeurs (trois en tant qu'amateure puis huit en tant que professionnelle). Une autre prouesse fut sa régularité au haut niveau : elle n'a pas quitté le top 3 du classement des gains annuels entre 1950 et 1960.
Suggs inaugura le LPGA hall of fame, établie en 1967, et entra dans le World Golf Hall of Fame en 1979. Elle est aussi membre du Sports hall of fame de l'État de Georgie.
Elle fut l'une des cofondatrices du LPGA en 1950 avec Patty Berg et Babe Zaharias. Elle fut présidente de l'organisation de 1955 à 1957.
Son nom est apposé sur la récompense de la meilleure débutante de l'année sur le LPGA en termes de gains : Louise Suggs Rolex Rookie of the Year Award.

## Victoires professionnelles (58)

### LPGA Tour(55)
- 1948 (1) Belleair Open
- 1949 (4) U.S. Women’s Open, Western Open, All-American Open, Muskegon Invitational
- 1950 (2) Chicago Weathervane, New York Weathervane
- 1951 (1) Carrollton Georgia Open
- 1952 (6) Jacksonville Open, Tampa Open, Stockton Open, U.S. Women’s Open, All-American Women’s Open, Betty Jameson Open
- 1953 (9) Tampa Open, Betsy Rawls Open, Phoenix Weathervane (tied with Patty Berg), San Diego Open, Bakersfield Open, San Francisco Weathervane, Philadelphia Weathervane, 144 Hole Weathervane, Western Open
- 1954 (5) Sea Island Open (The Cloister), Titleholders Championship, Betsy Rawls Open, Carrollton Georgia Open, Babe Zaharias Open
- 1955 (5) Los Angeles Open, Oklahoma City Open, Eastern Open, Triangle Round Robin, St. Louis Open
- 1956 (3) Havana Open, Titleholders Championship, All-American Open
- 1957 (2) LPGA Championship, Heart of America Invitational
- 1958 (4) Babe Zaharias Open, Gatlinburg Open, Triangle Round Robin, French Lick Open
- 1959 (3) St. Petersburg Open, Titleholders Championship, Dallas Civitan Open
- 1960 (4) Dallas Civitan Open, Triangle Round Robin, Youngstown Kitchens Trumball Open, San Antonio Civitan
- 1961 (5) Royal Poinciana Invitational, Golden Circle of Golf Festival, Dallas Civitan Open, Kansas City Open, San Antonio Civitan
- 1962 (1) St. Petersburg Open

### Victoires professionnelles en tant qu'amatrice (3)
- 1946 (2) Titleholders Championship, Western Open ;
- 1947 (1) Western Open.